# Linia kolejowa Kiwiszki – Wołczuny
Linia kolejowa Kiwiszki – Wołczuny – linia kolejowa na Litwie łącząca stację Kiwiszki ze stacją Wołczuny. Stanowi kolejową obwodnicę Wilna.
Linia na całej długości jest jednotorowa oraz niezelektryfikowana (z wyjątkiem stacji Kiwiszki, która posiada sieć trakcyjną).

## Historia
Linia powstała po II wojnie światowej. Początkowo leżała w Związku Sowieckim. Od 1991 położona jest na Litwie.